# Beukenfranjehoed
De beukenfranjehoed (Psathyrella fusca) is een schimmel behorend tot de familie Psathyrellaceae. Hij leeft saprotroof op de grond in strooisel of houtfragmenten. Hij komt voor in loofbossen en lanen op matig voedselarme tot voedselrijke zandbodems en zelden op klei. Hij heeft een voorkeur voor Fagus.

## Kenmerken

### Uiterlijke kenmerken
De lamellen zijn grijsachtig bruinpaars. De steel is cilindrisch en soms heel licht verdikt naar de voet toe.

### Microscopische kenmerken
De sporen zijn oranje-bruin en meten 7-9 × 4-5,5 µm en utriforme pleurocystidia.

## Verspreiding
De beukenfranjehoed komt voor in Europa en Noord-Amerika. In Nederland komt hij matig algemeen voor. Hij staat op de rode lijst in de categorie 'Kwetsbaar'.